# Договір з відкритого неба
Договір з відкритого неба, ДВН (також Угода про відкрите небо, англ. The Treaty on Open Skies) — багатостороння міжнародна угода, що надає його учасникам можливість здійснювати обльоти територій один одного (встановлює режим «відкритого неба»).
Договір підписали 24 березня 1992 року в Гельсінкі. Він набув чинності 2002 року (через десять років після підписання).
Метою договору є сприяння зміцненню довіри між державами через контроль за військовою діяльністю та за дотриманням чинних договорів у галузі контролю над озброєннями.

## Історія
Вперше концепція відкритого неба була запропонована президентом США Дуайтом Ейзенхауером на зустрічі з головою Ради міністрів СРСР Булганіним в Женеві 1955 року. Ейзенхауер запропонував домовитися про спостережні польоти над територією США та СРСР для запобігання раптової атаки. Перший секретар ЦК КПРС Хрущов відхилив цю пропозицію.
У 1989 році, цю пропозицію повторив президент США Джордж Буш.
Угоду підписали 24 березня 1992 року в Гельсінкі представники 23 держав-членів Організації з безпеки та співробітництва в Європі (ОБСЄ). Вона набула чинності 2002 року, через десять років після підписання.
Україна ратифікувала договір 2 березня 2000 року.

## Основні елементи договору
Головне положення Договору дозволяє здійснювати польоти неозброєних розвідувальних літальних апаратів у повітряному просторі країн-підписантів, а також вести фото- і відеозйомку. Хоча Договір передбачає попереднє повідомлення про перевірку (не менш ніж за 72 години), але цей термін досить малий і, фактично, робить інспекції несподіваними. Таким чином договір дозволяє контролювати виконання домовленостей про роззброєння та відстежувати пересування і концентрацію військ. Це перетворює їх на ефективний інструмент моніторингу взаємних зобов'язань сторін.
Договір складається з преамбули, 19 статей і 12 додатків. Відповідно до Статті I Договору:
- Цей Договір встановлює режим, який буде відомий як режим відкритого неба, для проведення спостережних польотів Державами-учасниками над територіями інших Держав-учасників і викладає права і обов'язки Держав-учасників стосовно цього режиму.

## Учасники договору
Станом на листопад 2020 року, тридцять чотири держави були учасниками Договору з відкритого неба:
- Бельгія
- Білорусь
- Болгарія
- Боснія і Герцеговина
- Велика Британія
- Греція
- Грузія
- Данія
- Естонія
- Ісландія
- Іспанія
- Італія
- Казахстан
- Канада
- Латвія
- Литва
- Люксембург
- Нідерланди
- Німеччина
- Норвегія
- Польща
- Португалія
- Росія
- Румунія
- Словаччина
- Словенія
- Туреччина
- Угорщина
- Україна
- Фінляндія
- Франція
- Хорватія
- Чехія
- Швеція

Киргизстан підписав, але не ратифікував договір. Канада і Угорщина є країнами-депозитаріями договору на знак визнання їх особливого внеску в процес створення Договору з відкритого неба. Країни-депозитарії керують документами Договору і надають адміністративну підтримку.

## Виконання договору

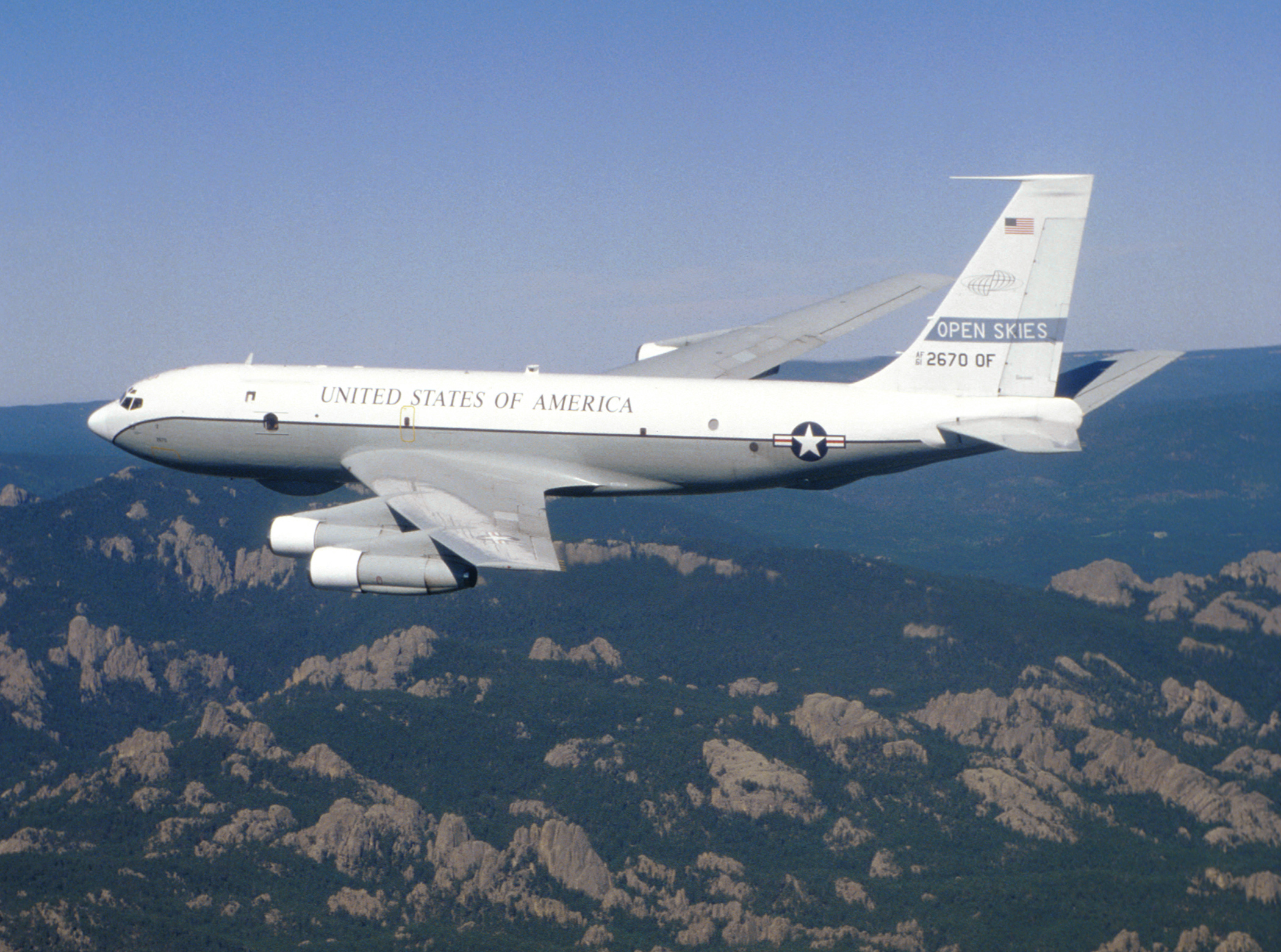
Боїнг OC-135B Повітряних сил США

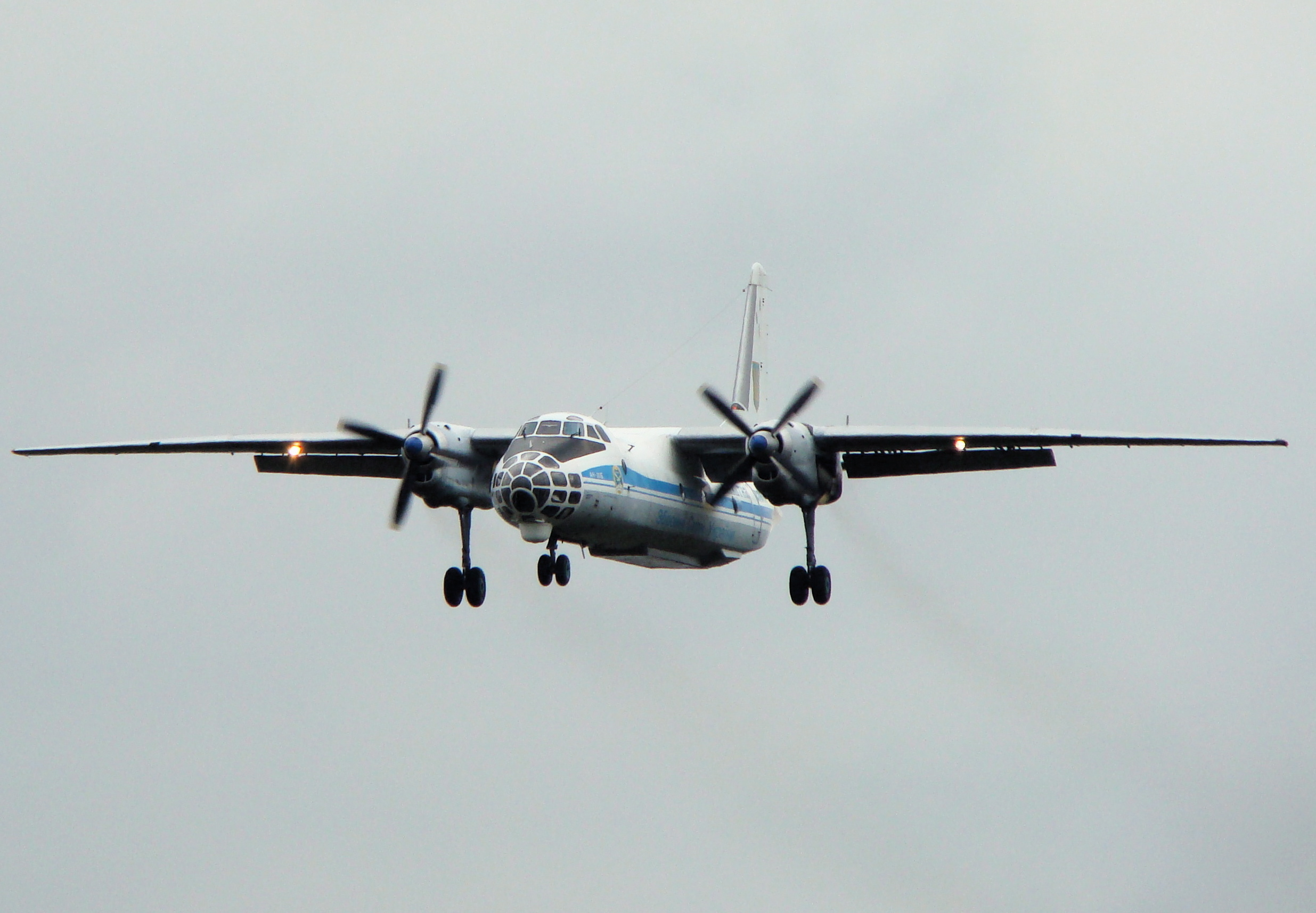
Спостережний літак Ан-30

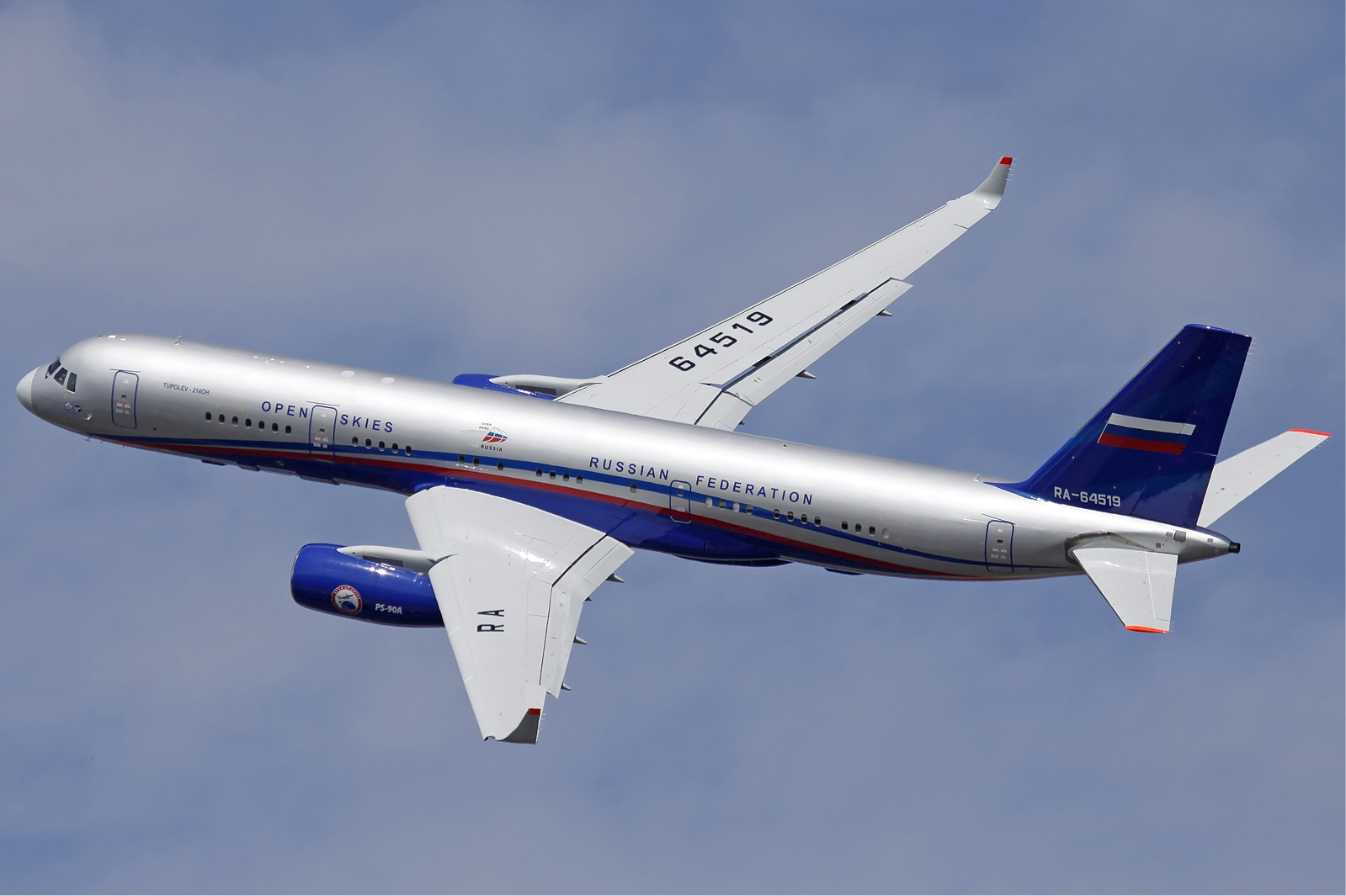
Ту-214ОН

Станом на середину 2020 року було здійснено понад 1500 інспекційних польотів над територіями країн-учасниць.
Сполучені Штати в основному застосовували літаки типу OC-135B, які було розроблено спеціально для польотів за програмою «Відкрите небо» (модифікація літака-заправника Boeing KC-135 Stratotanker). Для виконання завдань ДВН Україна застосовувала літак спостереження типу Ан-30Б[джерело?].
6 квітня 2012 року Грузія ухвалила рішення про припинення своїх зобов'язань перед Росією в межах Договору з відкритого неба.
13 квітня 2014 року газета Weekly Standard у США опублікувала лист чотирьох членів сенатського комітету з розвідки, в якому повідомлялося, що Росія запроваджує нові літаки Ту-214ОН, які несуть «обладнання для цифрового фотографування, РЛС бокового огляду з синтезованою апертурою та інфрачервоне обладнання». 15 квітня голова комітету палати представників у справах збройних сил Майк Роджерс закликав Обаму відмовити в праві новим російським літакам літати в повітряному просторі США. 18 квітня 2014 року США заборонили інспекційний політ цим літакам.
У серпні 2017 року російський літак Ту-154М-ЛК1 здійснив спостережний політ над Вашингтоном і заміською резиденцією американського президента в Кемп-Девіді. В американській столиці російський літак пролетів у зоні безпеки над Білим домом і Пентагоном, де польоти суворо обмежені від часу терористичних атак 11 вересня 2001 року. Цей політ викликав різку негативну реакцію в американському суспільстві. Американські військові й розвідники вважали, що Договір став для Росії інструментом легального шпіонажу, і тому США слід вийти з нього. У Конгресі почали обговорювати практичні заходи для виходу з Договору. 21 травня 2020 року держсекретар США Майк Помпео зробив офіційну заяву про вихід держави з договору.
22 листопада 2020 року США вийшли з Договору офіційно. Причиною виходу Майкл Помпео назвав «невиконання Росією своїх зобов'язань в межах цього договору». Радник президента з питань безпеки Роберт О'Браєн, звинуватив Росію в забороні польотів уздовж кордону з Грузією, обмеженні польотів над Калінінградською областю й використанні інспекцій у шпигунських цілях.
У січні 2021 року про початок процедур для виходу з Договору заявила Росія. 19 травня рішення про вихід з договору схвалила Держдума, а 2 червня — Рада Федерації. 7 червня Володимир Путін підписав Закон про денонсацію Договору.